# Husówka
Husówka – potok, lewostronny dopływ Mleczki Zachodniej o długości 10,53 km. 
Potok płynie przez dolinę, wokół której rozciągają się łąki i lasy łęgowe. Jego źródła znajdują się na Pogórzu Dynowskim, w miejscowości Husów. Położenie Husowa sprawia, że z pagórkowatych terenów do Husówki spływają niewielkie strumienie. W dolnej części wsi potok przepływa przez tereny leśne, gdzie zbiera liczne dopływy, natomiast po jej lewej stronie rozciąga się Rezerwat przyrody Husówka. Następnie dociera do Manasterza, gdzie wpadają do niego jeszcze trzy większe potoki. W końcowym biegu gwałtownie się obniża tworząc małe kaskady. W Manasterzu wpływa do Mleczki Zachodniej.
W potoku występują: pstrąg potokowy, kleń, rak szlachetny, bóbr europejski, wydra europejska. Nad wodami pojawiają się też kaczka krzyżówka i czapla siwa.
W 1987 po oberwaniu chmury nad Husowem rzeka gwałtownie przybrała występując z brzegów i zalewając pobliskie tereny. W 2010 po obfitych opadach rzeka doszczętnie zniszczyła most w Husowie i zalała kilkanaście hektarów w Manasterzu.
Ponieważ przekrój koryta Husówki nie jest wystarczający do odprowadzania wód powodziowych, w 2019 roku wykonano kanał ulgi o długości 366 m wzdłuż potoku Husówka w miejscowości Husów.